# Moraches
Moraches ist eine Gemeinde im französischen Département Nièvre in der Verwaltungsregion Bourgogne-Franche-Comté. Sie gehört zum Kanton Corbigny und zum Arrondissement Clamecy. Sie grenzt im Nordwesten an Grenois, im Norden an Asnan, im Nordosten an Germenay, im Südosten an Héry, im Süden an Beaulieu und im Westen an Brinon-sur-Beuvron. 
Die Bewohner nennen sich Morachiens.
Als das Nivernais vom 9. Jahrhundert bis 1790 eine eigenständige Provinz war, hieß die Ortschaft Mourâche.

## Bevölkerungsentwicklung
| Jahr                       | 1962 | 1968 | 1975 | 1982 | 1990 | 1999 | 2008 | 2015 |
| -------------------------- | ---- | ---- | ---- | ---- | ---- | ---- | ---- | ---- |
| Einwohner                  | 190  | 184  | 159  | 118  | 119  | 97   | 115  | 134  |
| Quellen: Cassini und INSEE |      |      |      |      |      |      |      |      |